# 依替福林
依替福林（INN：etilefrine）是一种强心剂，用作抗低血压药物。它是3-羟基苯乙醇胺系列的拟交感胺，用于治疗神经、心血管、内分泌或代谢引起的直立性低血压。静脉输注该化合物可增加人和实验动物的心输出量、每搏输出量、静脉回流和血压，这表明其可刺激α和β肾上腺素受体。然而，体外研究表明依替福林对β1（心脏）的亲和力比对β2肾上腺素受体的亲和力高得多。